# Abu Dhabi Golfkampioenschap 2010
Het Abu Dhabi Golfkampioenschap 2010 - officieel het Abu Dhai Golf Championship 2010 - was een golftoernooi, dat liep van 21 tot en met 24 januari 2010 en werd gespeeld op de Abu Dhabi Golf Club in Abu Dhabi. Het toernooi maakte deel uit van de Europese PGA Tour 2010. Het totale prijzengeld bedroeg € 1.500.000.
Titelhouder was Paul Casey.

## Verslag

#### Ronde 1
10:00 uur: Maarten Lafeber is als eerste gestart en speelde met Gary Lockerbie en Markus Brier, die beiden +1 maakten. Lafeber heeft 72 (par) gemaakt. Derksen heeft pas twee holes gespeeld. Er zijn nu 16 spelers klaar, de beste rondes zijn van Alvaro Quiros en Stephen Dodd, beiden met -6.

16:00 uur: Iedereen is binnen, er zijn nu zes spelers op -6, maar Ian Poulter en Richard Bland gaan aan de leiding met -7. Derksen heeft +1 gemaakt en staat op een gedeelde 88ste plaats. Lafeber staat gedeeld 72-ste.

#### Ronde 2
10:00 uur: Derksen heeft een ronde van 74 gemaakt en staat nu totaal +3, dus die heeft een vrij weekend. Lafeber is net begonnen en mooi met een birdie begonnen. Hij zal nog een paar plaatsen moeten klimmen om zeker te weten dat hij het weekend mag spelen. Sergio Garcia staat voorlopig aan de top met -11, gevolgd door Martin Kaymer en Rhys Davies op -10.

13:00 uur: Twee birdies en twee bogeys verder staat Lafeber weer op -1, hij moet op de laatste hole (hole 9, par 4) een birdie maken om de cut te halen. Gisteren lukte een birdie op die hole, vandaag niet.
De beste dagscore is van Shane Lowry, Richard Green en Chris Wood, die -7 maakten. Lowry steeg daarmee naar de gedeeld eerste plaats, Green en Wood naar een gedeeld zesde plaats. Peter Hanson maakte -5 en staat nu bij Lowry en Garcia op -11.

#### Ronde 3
12:00 uur: Vier spelers in de baan hebben een dagscore van -5, Alvaro Quiros speelt nog en staat hierdoor op een gedeelde derde plaats achter Stephen Dodd en Martin Kaymer, die samen aan de leiding staan. De andere drie zijn klaar. Jamie Donaldson en Thongchai Jaidee staan nu samen op de 9de plaats, Ross McGowan op de 12de plaats.

15:00 uur: Kaymer heeft tot nu toe 67-67-67 gemaakt en staat met -15 alleen aan de leiding. Op -14 staan Ian Poulter en Rory McIlroy, die ook 67 scoorden. Op de 4de plaats staat Peter Hanson, Quiros deelt de 5de plaats met Shane Lowry en Chris Wood.

#### Ronde 4
Met een birdie op de laatste hole, een laatste ronde van 66 (-6) en een totaal van -21 heeft Martin Kaymer de overwinning naar zich toe getrokken. Ian Poulter maakte -20 en eindigde op de 2de plaats. Ariel Cañete maakte met 64 (-8) de beste dag- en toernooironde en steeg naar de 6de plaats.

## Eindstand
|   | Naam             | Score |
| - | ---------------- | ----- |
| 1 | Martin Kaymer    | -21   |
| 2 | Ian Poulter      | -20   |
| 3 | Rory McIlroy     | -19   |
| 4 | Shane Lowry      | -17   |
| 5 | Louis Oosthuizen | -16   |
| 6 | Ariel Cañete     | -15   |
| 6 | Rhys Davies      | -15   |
| 8 | Anders Hansen    | -14   |
| 8 | Søren Hansen     | -14   |
| 8 | David Horsey     | -14   |

Volledige uitslag

## Spelers
Er deden 126 spelers mee, inclusief acht spelers van de top 14 van de wereldranglijst en de winnaar van de laatste twee toernooien, James Kamte. Ook de Nederlanders Robert-Jan Derksen en Maarten Lafeber namen deel. Er deden drie amateurs mee:
- Matteo Manassero staat al maandenlang als nummer 1 op de World Amateur Ranking.
- Al Mulla (1989) uit Saoedi-Arabië kwalificeerde zich in 2007 voor de Dubai Desert Classic. In 2008 won hij het Qatar Open, en kwalificeerde zich hierdoor om de Qatar Masters in 2008 te spelen.
- Al Musharrekh maakte eind december een ronde van 65 op de Al Badia Golf Club, en een ronde van 67 op de Dubai Creek Golf & Yacht Club.

| - Felipe Aguilar - Thomas Aiken - Othman Al Mulla (AM) - Ahmed Al Musharrekh (AM) - John Bickerton - Thomas Bjørn - Richard Bland - Grégory Bourdy - Markus Brier - Paul Broadhurst - Mark Brown - Rafael Cabrera-Bello - Michael Campbell - Ariel Cañete - Paul Casey (winnaar 2007, 2009) - Christian Cévaër - S S P Chowrasia - Darren Clarke - Rhys Davies - François Delamontagne - Robert-Jan Derksen - David Dixon - Stephen Dodd - Jamie Donaldson - Nick Dougherty - Bradley Dredge - David Drysdale - Simon Dyson - Rafa Echenique - Johan Edfors - Martin Erlandsson - Niclas Fasth | - Gonzalo Fernández-Castaño - Kenneth Ferrie - Richard Finch - Oliver Fisher - Alastair Forsyth - Mark Foster - Marcus Fraser - Stephen Gallacher - Sergio Garcia - Ignacio Garrido - Ricardo González - Tano Goya - Richard Green - Todd Hamilton - Anders Hansen - Søren Hansen - Peter Hanson - Grégory Havret - Peter Hedblom - Oskar Henningsson - Michael Hoey - Keith Horney - David Horsey - David Howell - Jeppe Huldahl - Mikko Ilonen - Raphaël Jacquelin - Thongchai Jaidee - Steven Jeppesen - Miguel Angel Jiménez - Michael Jonzon - James Kamte | - Anthony Kang - Shiv Kapur - Robert Karlsson - Martin Kaymer (winnaar 2008) - Anthony Kim - Søren Kjeldsen - Rick Kulacz - Maarten Lafeber - Barry Lane - José Manuel Lara - Pablo Larrazábal - Paul Lawrie - Peter Lawrie - Danny Lee - Thomas Levet - Sam Little - Gary Lockerbie - Shane Lowry - Jean-François Lucquin - Mikael Lundberg - David Lynn - Matteo Manassero (AM) - Prayad Marksaeng - Gareth Maybin - Graeme McDowell - Ross McGowan - Damien McGrane - Rory McIlroy - Andrew McLardy - Edoardo Molinari - Francesco Molinari - Colin Montgomerie | - Christian Nilsson - Alexander Norén - Geoff Ogilvy - Louis Oosthuizen - Gary Orr - Hennie Otto - Ian Poulter - Phillip Price - Alvaro Quiros - Richie Ramsay - Jyoti Randhawa - Robert Rock - Brett Rumford - Richard Sheridan - Marcel Siem - Jeev Milkha Singh - Graeme Storm - Daniel Vancsik - Camilo Villegas - Anthony Wall - Paul Waring - Marc Warren - Steve Webster - Lee Westwood - Danny Willett - Oliver Wilson - Chris Wood - Fabrizio Zanotti |